# نیکولای وکشین
نیکولای وکشین (انگلیسی: Nikolai Vekšin) (زاده ۲۳ مهٔ ۱۸۸۷ - درگذشته ۱۵ ژانویه ۱۹۵۱ میلادی) قایقران اهل کشور استونی است.
وی توانسته است مدال برنز کلاس ۶ متر قایقرانی بادبانی بازی‌های المپیک تابستانی ۱۹۲۸ را کسب کند.